# Dogado

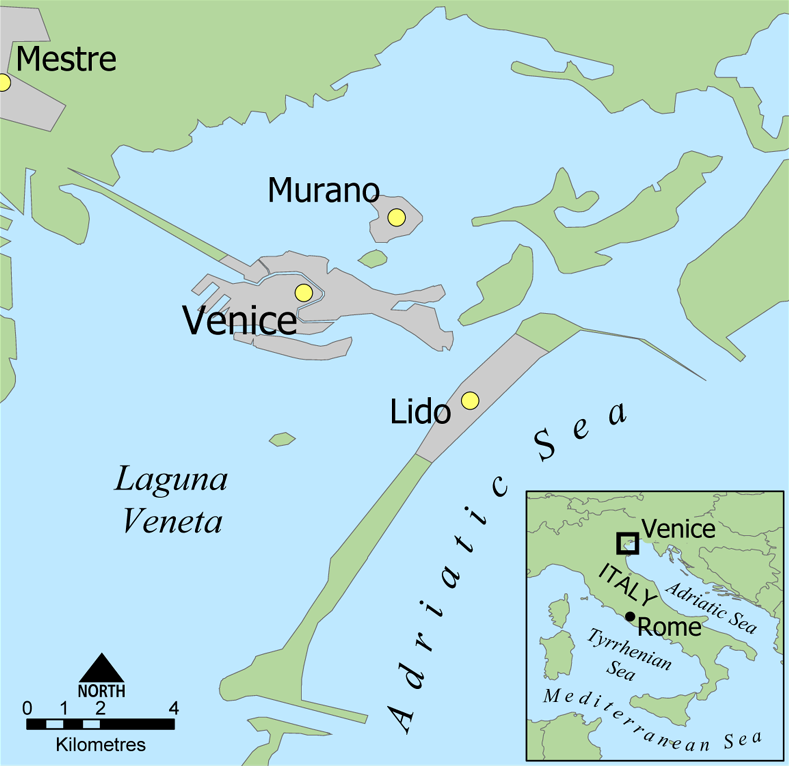
La laguna de Venecia, con Mestre marcado en el continente, luego (de norte a sur) Murano, Venecia y Lido en la laguna.

El Dogado o Ducado de Venecia era el territorio principal de la República de Venecia, dirigido por el dogo. Correspondía a la ciudad de Venecia y al territorio costero en torno a su laguna.
Era una de las tres subdivisiones de las posesiones de la República, las otras dos eran el Stato da Mar (territorios de ultramar) y el Domini di Terraferma (territorios en el interior).

## Descripción
Dogado era el equivalente de Ducato (ducado), en otras ciudades-estado italianas que, a diferencia de Venecia, tenían un duque como jefe de Estado hereditario.
Originalmente comprendía la ciudad de Venecia y la estrecha franja costera de Loreo a Grado, aunque estas fronteras se extendieron después hasta Goro al sur, Polesine y Padovano al oeste, Trevisano y el Friul al norte y la desembocadura del Isonzo al este.

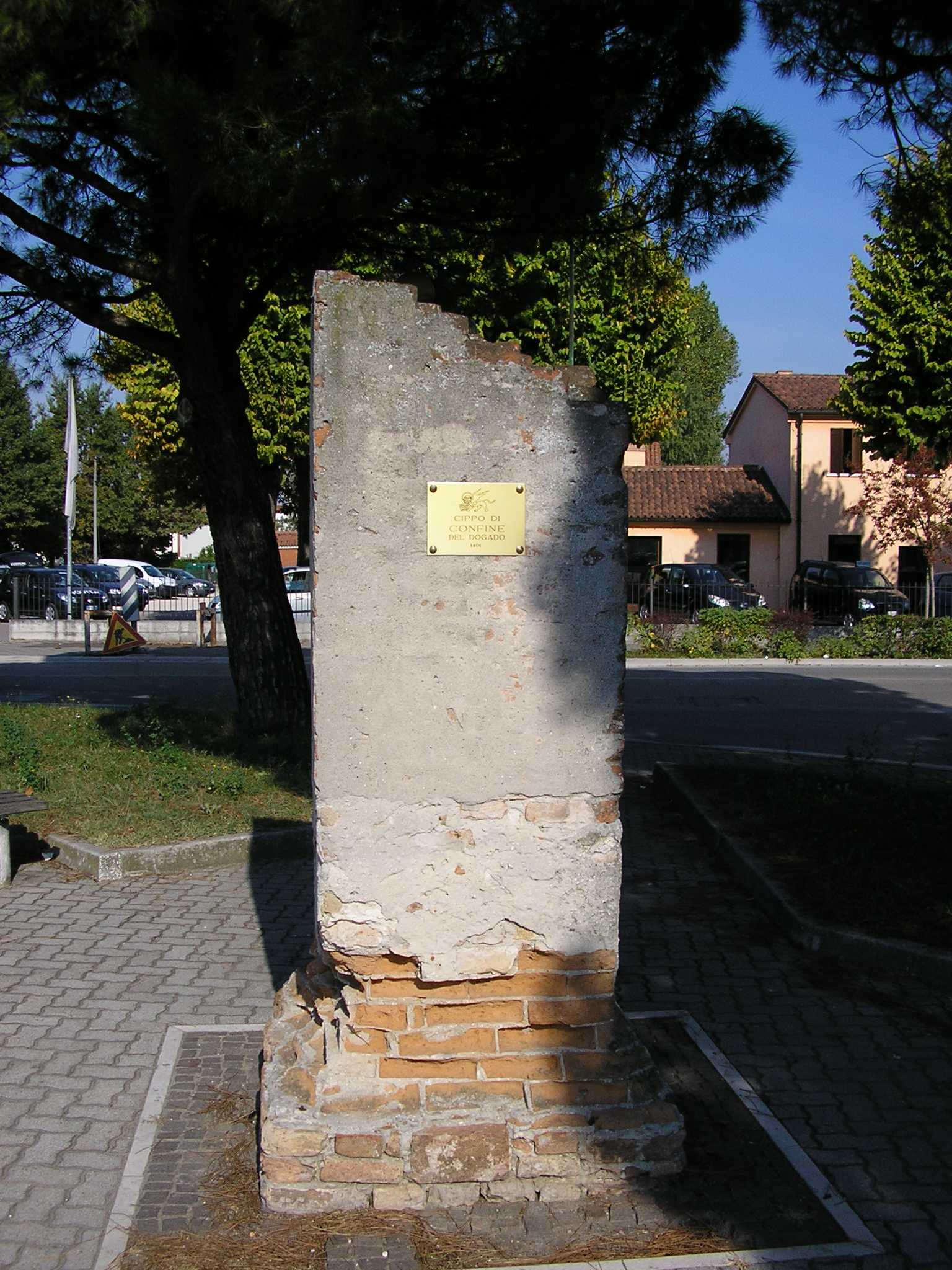
Hito fronterizo del Dogado en Gambarare.

## Subdivisiones y administración
Aparte de Venecia, la capital y en la práctica una ciudad-estado en sí misma, la administración del Dogado fue subdividida en nueve distritos: Grado, Caorle, Torcello, Murano, Malamocco, Chioggia, Loreo, Cavarzere y Gambarare.
En lugar de los anteriores tribunos (elegidos por el pueblo) y gastaldatos (designados por el dogo), durante la República cada distrito era dirigido por un patricio con el título de podestà, a excepción de Grado, encabezado por un conde.